# Jan Ludvík Herberstein
Jan Ludvík hrabě Herberstein (Johann Ludwig Graf von Herberstein) (7. května 1842, Brno – 24. srpna 1902, Velké Opatovice) byl rakouský šlechtic a moravský politik ze starobylého rodu Herbersteinů.
Pocházel ze starší větve Herbersteinů, respektive její štýrské linie, byl synem Jana Jindřicha Herbersteina (1804-1881) a jeho manželky hraběnky Adelheidy zu Fürstenberg (1812-1874). Z potomstva svých rodičů byl třetím a nejmladším synem. Z otcova majetku zdědil v roce 1881 velkostatek Jevíčko se sídelním zámkem ve Velkých Opatovicích.
Po absolvování gymnázia vstoupil do armády a za účast v prusko-rakouské válce roku 1866 obdržel Záslužný kříž. Již mimo aktivní službu byl v roce 1875 povýšen do hodnosti rytmistra. V letech 1884-1902 byl poslancem Moravského zemského sněmu, kde se připojil ke Střední straně moravského velkostatku. Jako politik nevystupoval příliš aktivně, dlouhodobě se ale věnoval rozvoji regionu, v němž vlastnil statky.
V roce 1873 se oženil s hraběnkou Julií Honoratou Krasickou ze Siecina (1844-1920) ze staré polské šlechty. Měli spolu dva syny, z nichž mladší Jan Bedřich (1877-1897) zemřel předčasně. Dědicem Velkých Opatovic se stal starší Jan Jindřich (*1874).